# Aptenia
Aptenia é um género botânico pertencente à família Aizoaceae. São nativas do sul África.
Em 2007, esse gênero e vários outros foram transferidos para o gênero Mesembryanthemum. Dois anos depois, outros autores propuseram que essa mudança fosse revertida.

## Espécies
Existem 4 espécies:
- Aptenia cordifolia (L.f.) Schwantes – heart-leaf iceplant, baby sun-rose
- Aptenia geniculiflora (L.) Bittrich ex Gerbaulet
- Aptenia haeckeliana (A.Berger) Bittrich ex Gerbaulet
- Aptenia lancifolia L.Bolus